# Amtshaus (Leipzig)

Das ehemalige Amtshaus 1890

Das Amtshaus (auch Altes Amtshaus) im Leipziger Thomaskirchhof 22 war ein Gebäude für den Sitz des Amtes Leipzig, der Verwaltungsbehörde des kurfürstlich-sächsischen Staates für den Leipziger Kreis, nachdem sich bereits im 14. Jahrhundert das territorial umfangreiche Amt Leipzig als beständige lokale Verwaltungsbehörde etabliert hatte.

## Geschichte

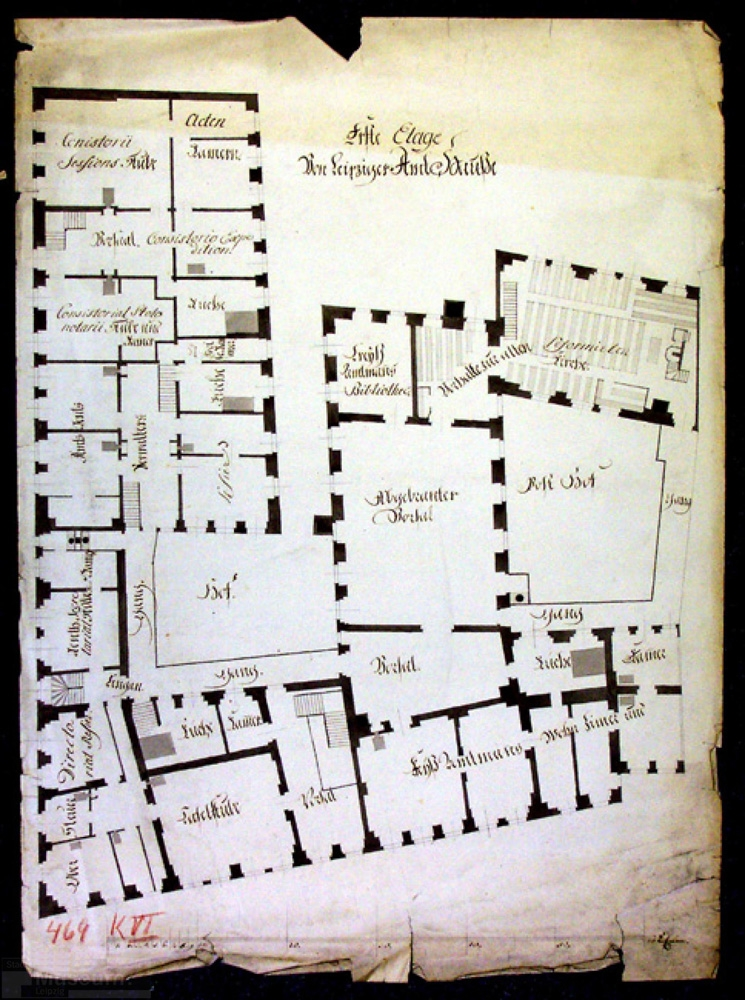
Der Grundriss des Hauses 1778

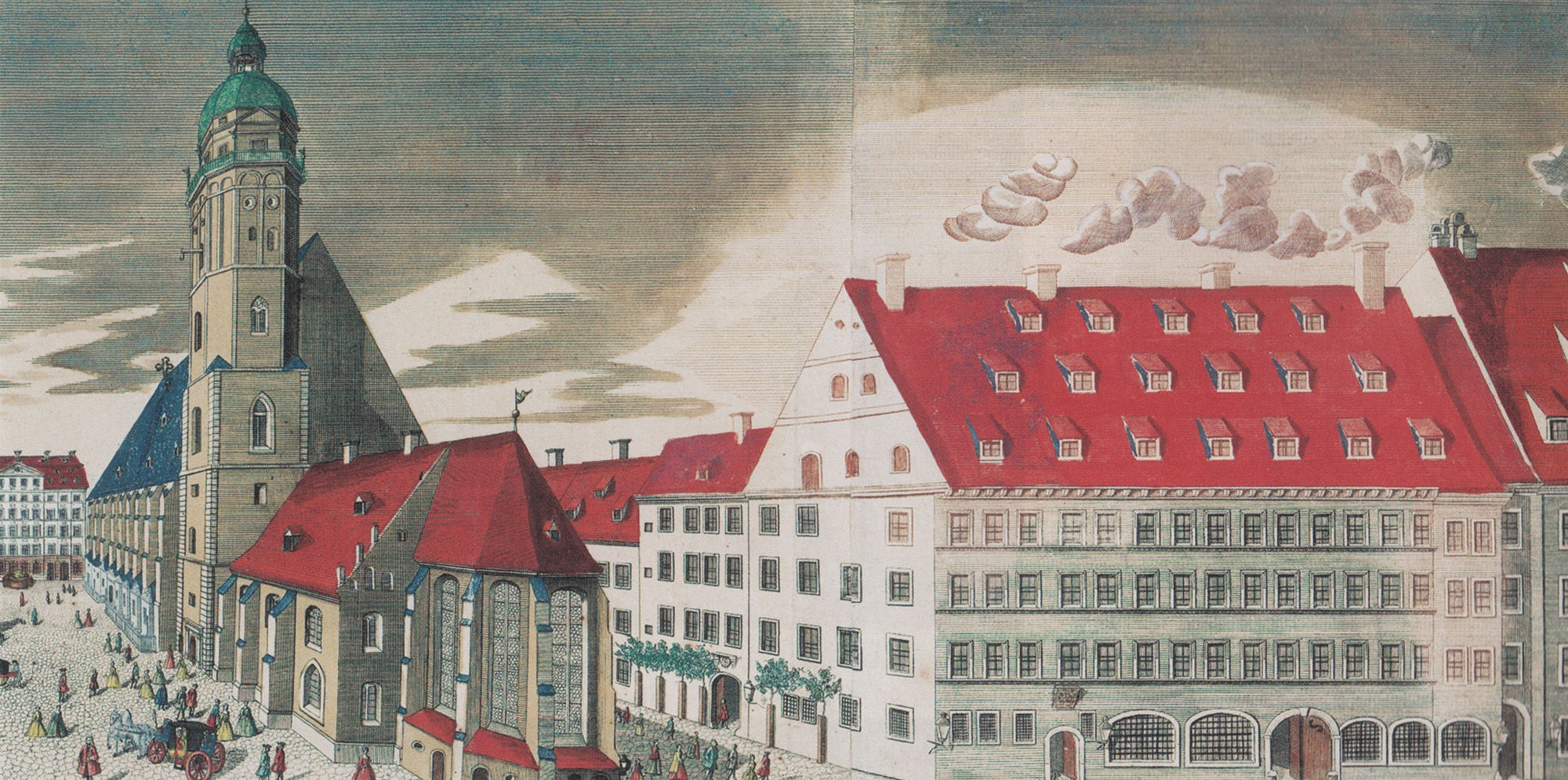
Das Amtshaus auf einem Stich von 1749

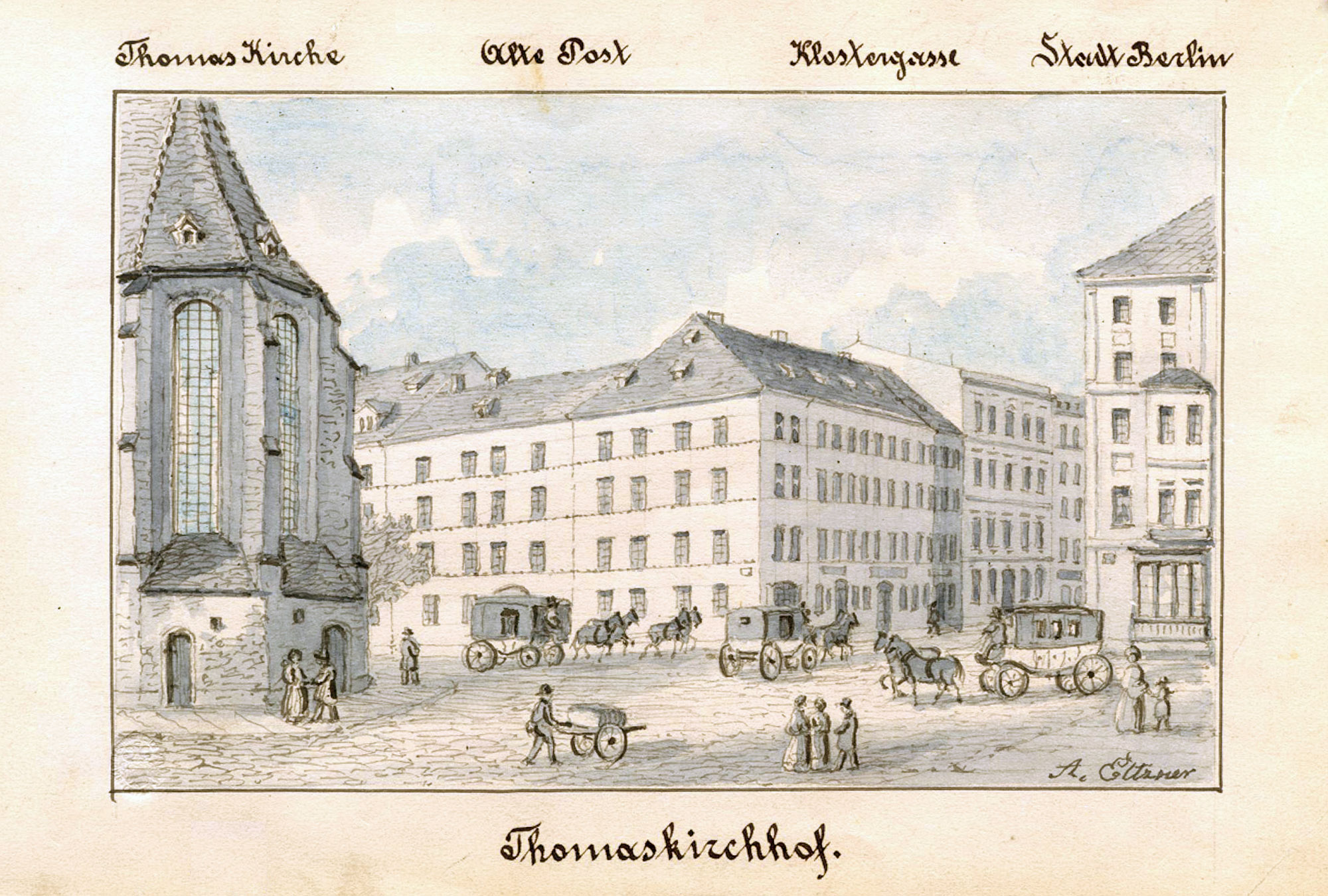
Postbetrieb am Thomaskirchhof vor dem als Alte Post bezeichneten Amtshaus – Zeichnung von Adolf Eltzner, um 1850

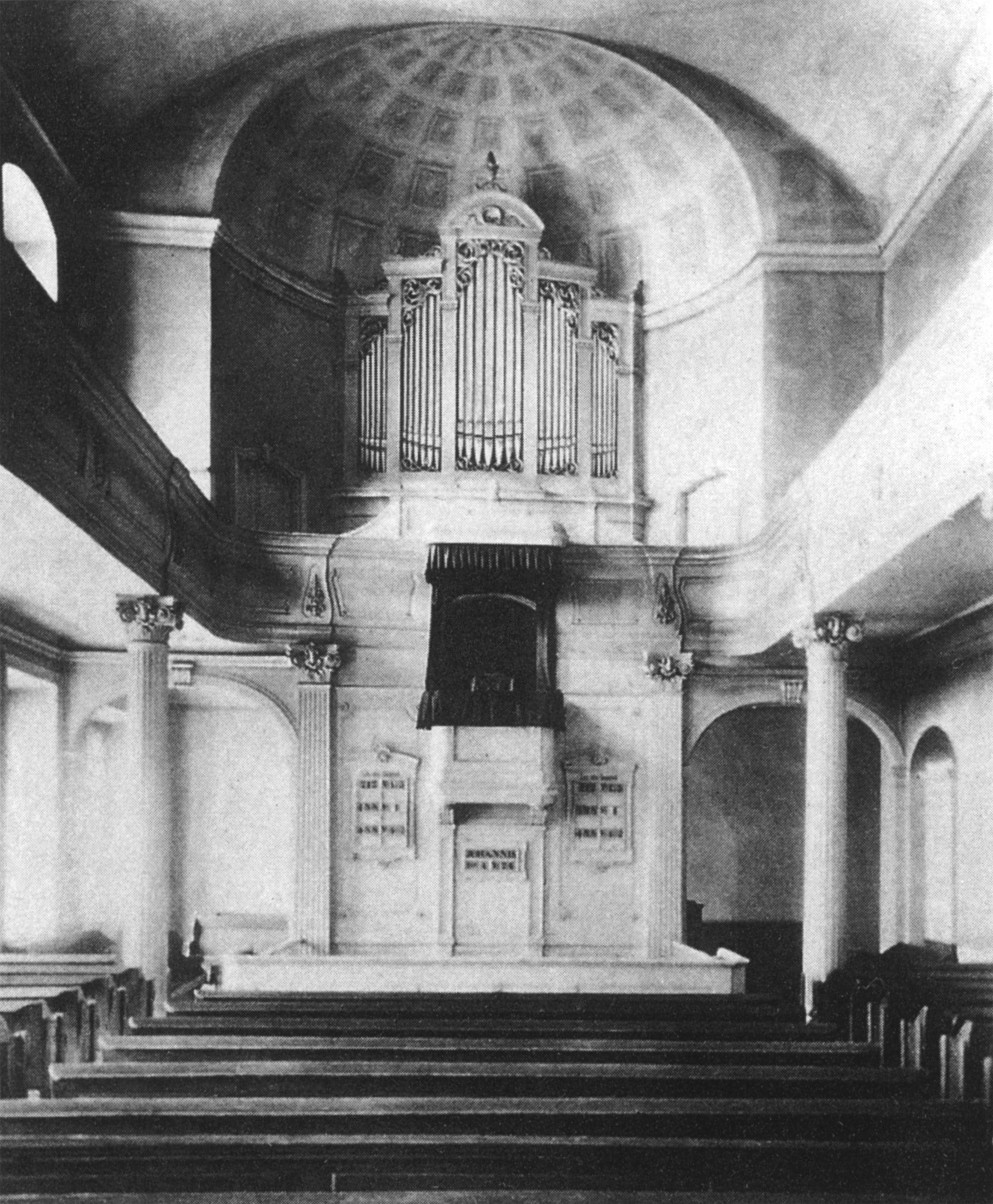
Die Alte Reformierte Kirche im Amtshaus nach dem Umbau von 1841

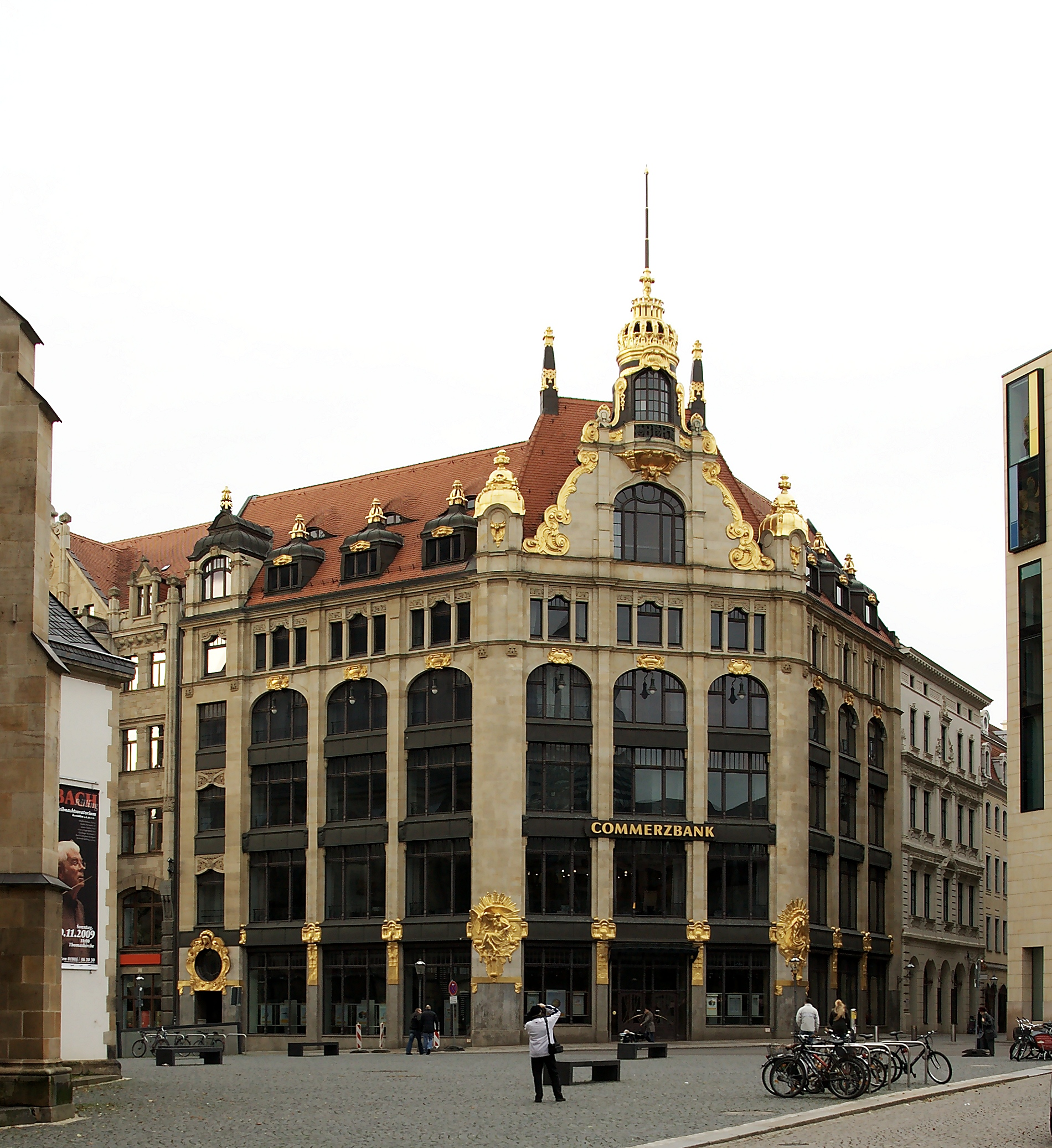
Der restaurierte Jugendstilbau der Commerzbank (2009) an der Stelle des ehemaligen Amtshauses

Durch die Säkularisation des Chorherrenstifts St. Thomas im Zuge der Reformation fiel das Gelände um die Thomaskirche an den sächsischen Hof, von dem es die Stadt Leipzig erwarb und die Klostergebäude 1543 niederreißen ließ. Von dem entstehenden Baugelände erwarb der Leipziger Kaufmann Heinrich Scherl (1475–1548) das Eckgrundstück Thomaskirchhof/Klostergasse und errichtete ein vierstöckiges Gebäude. Von den in Schulden geratenen Nachkommen Scherls kaufte es 1582 der Kurfürst August und vereinte es mit dem bereits 1559 erworbenen Nachbargrundstück zum kurfürstlichen Amtshaus.
Das Gebäude umfasste nun 18 Fensterachsen zur Klostergasse und 18 zum Thomaskirchhof (vgl. Grundriss). Das Haus galt jeweils als Eigentum des sächsischen Großkanzlers als oberstem Staatsbeamten. Damit war es exterritoriales Gelände innerhalb der Stadtmauern. Die staatlichen Verwaltungsaufgaben betrafen die Einforderung landesherrlicher Abgaben und Frondienste, Polizei und Rechtsprechung.
In August Schumanns (1773–1826) Staatslexikon von Sachsen von 1828 wird für die Leipziger Behörde folgende Besetzung angeführt: „ein Kreishauptmann, zwei Kreis- und Marschkommissarien, zwei Amtshauptleute, ein Kreisamtmann, ein Amts-Rentverwalter, [weshalb das Haus mitunter auch Rentnerei genannt wurde] ein Actuar, ein Viceactuar, ein Einnehmer, ein Landrichter und ein Kontroleur. Zum Amte gehören noch neun Amtslandschöppen, zwei Amtsbothen, ein Amtsphysikus, drei Amtsmühlen- und Wasserbau-Geschworne, ein Straßenbau-Kommissär, ein Wasserbau-Kommissär und ein Amtstaxator“. Weiter werden noch 19 Steuerbeamte aufgezählt.
Das Amtshaus beherbergte aber nicht immer nur die Landesbehörde. Von 1712 bis 1839 war hier auch das kursächsische bzw. königlich-sächsische Postamt untergebracht.
Seit 1700 hatte sich in Leipzig insbesondere durch Glaubensflüchtlinge (Hugenotten) aus Frankreich eine kleine Gemeinde der Reformierten Kirche gebildet. Diese erhielt nach einer Zahlung von 7.000 Talern an den Großkanzler 1707 das Recht, einige Räume des Amtshauses mietfrei zu nutzen. Auf dem Plan von 1778 ist dann im hinteren Teil des Anwesens ein saalähnlicher Bau für die Reformierte Kirche zu erkennen. 1766/67 hatte Johann Emanuel Schweinefleisch (1720–1771) hier eine Orgel eingebaut. Da Felix Mendelssohn Bartholdy (1809–1847) Mitglied der reformierten Gemeinde war, wird die Orgel auch als Schweinefleisch-Mendelssohn-Orgel bezeichnet.
Am 6. Februar 1764 wurde in Leipzig die Zeichenakademie gegründet, die der Kunstakademie in Dresden unterstellt und deren erster Direktor Adam Friedrich Oeser (1717–1799) war. Diese kam ebenfalls im Amtshaus unter, bevor sie im  Sommer 1765 in den Westflügel der Pleißenburg umzog.
1749 brannte das Amtshaus zum Teil ab, wobei auch das Post- und das Amtsarchiv verlorengingen. 1838 wurde auf dem Augustusplatz nach einem Entwurf von Albert Geutebrück (1801–1868) das Neue Postgebäude fertiggestellt, so dass die Post das Amtshaus verließ. Die Kreisbehörde zog zu einem Großteil mit in das neue Gebäude um, denn in einem Stadtführer von 1860 heißt es: „Das Amtslokal der Kreisdirektion befindet sich im ersten Stockwerk des Postgebäudes“. Dann nimmt es auch nicht Wunder, dass die Reformierte Gemeinde 1839 das Amtshaus käuflich erwerben konnte. Von da an dürfte sich wohl auch der Name Altes Amtshaus im Sinne von ehemaligem Amtshaus herausgebildet haben. Der Betsaal wurde 1841 zur Kirche mit klassizistischem Predigtsaal umgestaltet.
Danach wurde das Amtshaus offenbar verkleinert, denn 1858 zog die Ratsfreischule in ein dem Amtshaus am Thomaskirchhof benachbartes Gebäude ein, und das Amtshaus weist auf Abbildungen nur noch acht Fensterachsen zum Thomaskirchhof auf. 1874 eröffnete ein Verein Leipziger Bürger, die „Gesellschaft der Freunde des Kunstgewerbemuseums zu Leipzig“ u. a. mit Fritz von Harck (1855–1917) im Amtshaus das Kunstgewerbemuseum, das 1895 mit der stark angewachsenen Sammlung in das Alte Grassimuseum am Königsplatz umzog.
Um 1900 wurde das Amtshaus abgerissen und 1903–1905 an seiner Stelle unter Zurücksetzung der Bauflucht zur Gewinnung von Verkehrsraum das Kaufhaus Franz Ebert im Jugendstil vom Leipziger Architekturbüro Schmidt & Johlige errichtet. 1949 wurde es als Kaufhaus Fortschritt (später Modehaus Topas) vom Konsum Leipzig übernommen, jetzt beherbergt es die Commerzbank. Die Reformierte Gemeinde zog 1899 in die neu erbaute Reformierte Kirche am Tröndlinring. Die Orgel wurde in die Auferstehungskirche in Leipzig-Möckern umgesetzt und gilt heute als die älteste erhaltene Orgel der Stadt Leipzig.